# Drusere
Druserne er et religiøst samfund i Mellemøsten, en gren af islam som er blevet modificeret i så høj grad at den kan ses som en separat religion.
Druserne lever hovedsageligt i Syrien, Libanon, Israel og Jordan og tæller omkring 450,000 til 1.000.000 individer.

## Baggrund
Drusernes samfund blev grundlagt i Egypten af kaliffen al-Hakim fra det sjiitiske fatimide-dynasti i begyndelsen af 900-tallet. Imam al-Darzi bragte den videre til Libanon, og religionen er opkaldt efter ham. Druserne betegner sig selv som unitarer (arabisk: Al-Mouahhidoun). 
Efter al Hakims død blev druserne forfulgt. Samfundet forsvandt i Egypten men levede videre i Syrien og Libanon. Druserne har været forfulgt af både kristne og muslimer og praktiserer derfor taqqiya, forstillelse – de bekender almindeligvis ikke deres tro over for fremmede. Fra 1043 var det ikke muligt for folk at konvertere til religionen, den blev et lukket samfund.
Druserne deltog på arabisk side under korstogene. De er fra denne tid kendt som betydningsfulde krigere. I middelalderen havde druserne betydeligt selvstyre, men i 1588 kom folkegruppen under osmannisk herredømme.

## Druserne i dag
Druserne lever i dag i bjergområder i Libanon, Israel og Syrien, omkring Hermon, Golan-højderne, Galilæa og Jebel al-Druze. 
I Syrien er druserne koncentrerede i den sydvestlige del af landet, som kaldes Jebel al-Druze; drusernes bjerg. Druserne var centrale i det syriske oprør mod fransk herredømme i 1925-1927 og fortsatte med at være en vigtig magtfaktor i årene, som fulgte. Præsident Adib al-Shishakli sendte i 1952 den syriske hær ind i de drusiske landsbyer og reducerede deres indflydelse stærkt. Mange drusere har siden været aktive i det syriske Baath-parti. 
I Libanon har druserne under ledelse af Jumblatt-klanen været en vigtig politisk og militær aktør. Under borgerkrigen 1975–1990 støttede de fleste drusere Det Progressive Socialistparti Walid Jumblatt, som var allieret med palæstinensiske grupper og venstreorienterede arabere. Efter 1990 har Jumblatt modarbejdet syrisk dominans og nærmet sig de maronitiske kristne. 
Ved oprettelsen af staten Israel i 1948 valgte de fleste drusere i Galilæa at blive boende, mens deres kristne og muslimske naboer flygtede. Galilæiske drusere gør tjeneste i den israelske hær og grænsepolitiet. Druserne på Golan-højderne, som kom under israelsk kontrol i 1967, samarbejder derimod ikke med israelske myndigheder og nægter at frasige sig deres syriske statsborgerskab. Under optøjerne i Syrien i 2011 demonstrerede drusere på Golan til støtte for Bashar Assads regime.

## Religion
Den drusiske religion er esoterisk, det vil sige at de inderste læresætninger kun er kendt af nogle få indviede. Disse udgør det drusiske præsteskab, som kaldes ʻuqqāl og omfatter både mænd og kvinder. Kun uqqal har adgang til visse templer, ceremonier og skrifter. Flertallet, som kaldes juhhāl, har ikke adgang her. 
Drusernes læresætninger er nedskrevne i hellige skrifter som Kitab Al Hikma. Disse har været holdt hemmelige indtil moderne tid men er nu tilgængelige i trykte udgaver. Deres lære omfatter troen på reinkarnation. Drusernes tro og organisering har ligheder med såvel sufisme som med sådanne esoteriske grupper i Mellemøsten som Ahl-e Haqq.
Druserne anerkender at både jødedom, kristendom og islam indeholder sandhed. De følger ikke muslimske love og drager ikke på pilgrimsrejse.

## Social organisering
Drusiske samfund ledes af hver sin verdslige sheik. I Libanon, Syrien og Israel har druserne egne retsinstanser som afgør private spørgsmål.